# Mabea rubicunda
Mabea rubicunda är en törelväxtart som beskrevs av Eugene Jablonszky. Mabea rubicunda ingår i släktet Mabea och familjen törelväxter. Inga underarter finns listade i Catalogue of Life.